# Okręty podwodne typu XVII
Okręty podwodne typu XVII – eksperymentalny typ przybrzeżnych niemieckich okrętów podwodnych.
Okręty typu XVII miały wykorzystywać nowy rodzaj napędu (turbina Waltera), pozwalającego rozwijać znacznie większe prędkości (szczególnie w zanurzeniu) oraz posiadać większy zasięg operacyjny. Plany przedstawionego w 1934 roku projektu przewidywały wyporność U-Boota 300 ton, prędkość nawodną/podwodną: 26/30 węzłów, zasięg: 2500 mil morskich przy 15 węzłach, w tym 500 mil pod wodą przy takiej samej prędkości). Takie parametry zostały przyjęte z przymrużeniem oka i projekt nie wzbudził większego zainteresowania OKM. Dopiero po osobistym spotkaniu Waltera z Dönitzem w 1937 udało się tego drugiego zainteresować projektem. W 1939 roku rozpoczęła się budowa małej jednostki doświadczalnej V80 (80 ton wyporności), napędzanej turbiną Waltera. Na początku 1940 roku przeprowadzono testy, podczas których V80 osiągnął sensacyjną prędkość w zanurzeniu – 23 węzły.
Po takim sukcesie w 1942 roku rozpoczęto budowę nowych 4 jednostek doświadczalnych (typu XVIIA) – U-792, U-793 (wyporność 277 ton, prędkość w zanurzeniu: 25 węzłów, 4 torpedy) oraz U-794, U-795 (wyporność: 236 ton, prędkość w zanurzeniu: 24 węzły, 4 torpedy). W czasie prób okazało się jednak, że na okrętach często zdarzają się awarie, także zespołu napędowego. Po usunięciu większości usterek w 1944 roku w okolicach Helu miał miejsce niecodzienny test. W próbach prędkości i zanurzenia na pokładzie U-794 wzięło udział m.in. pięciu admirałów: Dönitz, von Friedeburg, Backenköhler, Thedsen, Godt. Podczas tej próby okręt osiągnął prędkość 25 węzłów. Ze wszystkich czterech okrętów, tylko U-794 został przyjęty do służby jako okręt szkoleniowy, pozostałe ze względu na mnóstwo defektów były używane jedynie doświadczalnie.
Ostatecznie Dönitz przeforsował kontrakt na 24 jednostki napędzane turbiną Waltera: 12 jednostek typu XVIIB (U-1405 - U-1416) zamówionych w stoczni Blohm & Voss i 12 jednostek typu XVIIG (U-1081 - U-1092) zamówionych w stoczni Germania Werft. W związku rozpoczęciem projektu elektrycznych okrętów typu XXII już 14 sierpnia 1943 roku wycofano zamówienie na 7 okrętów typu XVIIB i wszystkich 12 typu XVIIG.
Prace i doświadczenia związane z U-Bootami typu XVII doprowadziły do powstania projektu dużych jednostek z napędem Waltera – typu XVIII.

## Turbina Waltera
Prof. Hellmuth Walter pracując nad projektem turbiny gazowej opracował nowy rodzaj napędu, który był uniezależniony od zewnętrznych źródeł tlenu. Turbina Waltera była systemem  wykorzystującym rozkład silnie stężonego nadtlenku wodoru (H2O2). Rozkład miał miejsce w specjalnej porcelanowej komorze, a jego produkty (przegrzana para i tlen), spalały się w komorze spalania wraz z olejem napędowym napędzając turbinę.
Tego rodzaju napęd miał znacznie mniejsze rozmiary i masę niż typowy zespół silników wysokoprężnych i elektrycznych wytwarzających podobną moc. Ponadto do pracy nie zużywał tlenu ze statku oraz eliminował potrzebę spędzania długich godzin na powierzchni przeznaczonych do ładowania akumulatorów i wymianę powietrza. Wadami systemu było znaczne ryzyko samozapłonu paliwa, duże zużycie perhydrolu (nadtlenku wodoru), skomplikowana i kosztowna budowa napędu (szczególnie instalacja komory spalania) oraz problemy z odprowadzaniem spalin.

## Jednostki

### Typ XVIIA
- U-792 – zatopiony przez załogę w Kanale Kilońskim
- U-793 – zatopiony przez załogę w Kanale Kilońskim
- U-794 – zatopiony przez załogę w Geltinger
- U-795 – zatopiony przez załogę w Kilonii

### Typ XVIIB
Jednostki typu XVIIB, wyposażone w turbinę Waltera:
- U-1405 – zwodowany 1 grudnia 1944 roku, wprowadzony do służby 21 grudnia 1944, wchodził w skład 8. Flotylli Okrętów Podwodnych, potem 5 Flotylli. Zatopiony przez załogę 5 maja 1945 w Eckernförde.
- U-1406 – wszedł do służby 8 lutego 1945, wchodził w skład 8. Flotylli Okrętów Podwodnych, potem 5 Flotylli. Nielegalnie zatopiony przez strażnika w nocy z 6 na 7 maja 1945 w Geltinger, po czym wydobyty i przekazany Stanom Zjednoczonym do testów, następnie złomowany.
- U-1407 – wszedł do służby 29 marca 1945, wchodził w skład 5. Flotylli Okrętów Podwodnych. Nielegalnie zatopiony przez strażnika w nocy z 6 na 7 maja 1945 w Geltinger. Wydobyty i przekazany Wielkiej Brytanii.
- U-1408 – nieukończony
- U-1409 – nieukończony